# Artemisiinae
Artemisiinae es una subtribu perteneciente a la subfamilia Asteroideae de la familia Asteraceae.

## Descripción
Esta subtribu se caracteriza por la presencia del género Artemisia,  uno de los mayores de toda la familia de Asteraceae. Las especies de este grupo se distribuyen principalmente en las latitudes medias-altas del Hemisferio Norte. Dominan las especies arbustivas sobre todo en las zonas más frías y los desiertos cálidos. El polen de Artemisiinae, a causa de los fuertes vientos presentes en las zonas en las que se encuentran, se dispersa a largas distancias y se utiliza a menudo en geología como un indicador del clima de la estepa. En parte, se consideran malas hierbas debido a que  aumentan considerablemente su propagación bajo la presión del pastoreo (no es comido por los animales y por lo tanto permanecen en la hierba), excluyendo áreas de forraje bueno. Muchas especies de Artemnisia producen sustancias aromáticas, alucinógenas, desparasitantes y productos farmacéuticos.
Las especies de esta subtribu son hierbas anuales (pocas) y perennes, o (sub)-arbustos. El indumento está formado de cortos pelos glandulares o incluso de otro tipo. Las hojas a lo largo del tallo están dispuestas de una manera alterna con la lámina entera o lobulada (2-3 - pinnatisectas ) y bordes dentados; pueden estar presente de rosetas basales. La inflorescencia está formada por cabezas solitarias o en grupos  en configuraciones corimbosas. En algunos casos, las configuraciones son en forma de racimos. La estructura de las cabezas es típico de la Asteraceae: un pedículo soporta una carcasa semiesférica de forma cilíndrica compuesta de diferentes escalas (o brácteas ) dispuestas en varias series (1 a 7) que sirven como protección para el receptáculo (a veces muy melenudo) con dos tipos de flores: las externas radiantes liguladas (no siempre presentes) y el disco femenino e interno tubular, hermafrodita o macho o (rara vez) estéril.  Los lóbulos de la corola de flores periférica generalmente son 5, pero en algunas especies con cabezas pequeñas este número se puede reducir (2 o 3). Normalmente. Las frutas son aquenios cilíndricos (a veces comprimidos).

## Distribución y hábitat
Las especies de este grupo se distribuyen en casi todos los continentes.

## Géneros
La subtribu comprende 13 géneros y 650 especies:
- Ajania Poljakov (39 spp.)
- Arctanthemum (Tzvelev) Tzvelev (3 spp.)
- Artemisia L. (522 spp.) (*)
- Artemisiella Ghafoor (1 sp.)
- Brachanthemum DC. (10 spp.)
- Chrysanthemum L. (37 spp.)
- Elachanthemum Y. Ling & Y.R. Ling (1 sp.)
- Hippolytia Poljakov (19 spp.)
- Kaschgaria Poljakov (2 spp.)
- Leucanthemella Tzvelev (2 spp.)
- Nipponanthemum Kitam. (1 sp.)
- Phaeostigma Muldashev (3 spp.)
- Stilpnolepis Krasch. (1 sp.)

(*) están incluidos los siguientes géneros:
- Seriphidium Fourr.
- Crossostephium Less. (1 sp.)
- Filifolium Kitam. (1 sp.)
- Mausolea Poljakov (1 sp.)
- Neopallasia Poljakov (3 spp.)
- Picrothamnus Nutt. (1 sp.)
- Sphaeromeria Nutt. (9 spp.)
- Turaniphytum Poljakov (2 sp.)

Géneros según Uniprot
- Ajania - Artemisia - Artemisiella - Brachanthemum - Chrysanthemum - Crossostephium - Elachanthemum - Filifolium - Hippolytia - Kaschgaria - Leucanthemella - Mausolea - Neopallasia - Nipponanthemum - Phaeostigma - Picrothamnus - Seriphidium - Sphaeromeria - Stilpnolepis - Turaniphytum

Géneros según GRIN
- Absinthium Mill. = Artemisia L.
- Ajania Poljakov =~ Chrysanthemum L.
- Arctanthemum (Tzvelev) Tzvelev =~ Chrysanthemum L.
- Artemisia L.
- Artemisiella Ghafoor
- Brachanthemum DC.
- Chamartemisia Rydb. = Artemisia L.
- Chrysanthemum L.
- Crossostephium Less.
- Dendranthema (DC.) Des Moul. = Chrysanthemum L.
- Elachanthemum Y. Ling & Y. R. Ling = Artemisia L.
- Filifolium Kitam.
- Hippolytia Poljakov
- Hulteniella Tzvelev ~ Chrysanthemum L.
- Kaschgaria Poljakov
- Leucanthemella Tzvelev
- Mausolea Poljakov
- Neopallasia Poljakov
- Nipponanthemum (Kitam.) Kitam.
- Oligosporus Cass. = Artemisia L.
- Phaeostigma Muldashev
- Picrothamnus Nutt. ~ Artemisia L.
- Seriphidium (Besser ex Hook.) Fourr. =~ Artemisia L.
- Sphaeromeria Nutt.
- Stilpnolepis Krasch.
- Turaniphytum Poljakov
- Vesicarpa Rydb. = Sphaeromeria Nutt.